# José Manuel Tirado
José Manuel Tirado (Lima, 1809 - ibídem, 22 de diciembre de 1855) abogado, diplomático y político peruano. Fue secretario general del gobierno accidental de Domingo Elías (1844) y ministro de Relaciones Exteriores en el gobierno constitucional del general  José Rufino Echenique (1853).

## Biografía
Estudió en el Convictorio de San Carlos donde se graduó de doctor en Derecho y se recibió de abogado en 1836. Ingresó a la administración pública y llegó a ser oficial primero del Ministerio de Gobierno y Relaciones Exteriores en 1835. Ese mismo año asumió como secretario general de la dictadura del teniente coronel Felipe Santiago Salaverry.
Casado con Manuela Geraldino Fernández, hija del Prócer y firmante del Acta de la Independencia del Perú, Jose Guillermo Geraldino y Arze, tuvieron un hijo Manuel Nicolas Tirado Geraldino, Lima, 1836-1857 quien murió sin dejar descendencia.
De 1836 a 1838 fue secretario general de la prefectura de Lima. En 1840 pasó a Bolivia como secretario de la legación peruana que estaba presidida por Manuel Bartolomé Ferreyros. De vuelta en el Perú, fue secretario general del gobierno accidental de Domingo Elías en Lima, del 17 de junio a 11 de agosto de 1844. 
En 1845 fue elegido diputado por Lima. En el Congreso promovió la aprobación del régimen de presupuesto, la rehabilitación legal de los partidarios de Andrés de Santa Cruz (1847), y una ley de indemnidad y amnistía para los miembros de la vasta conspiración que había denunciado el presidente Ramón Castilla en febrero de 1849. 
En 1850 fue elegido decano del Colegio de Abogados de Lima pero suspendió su gestión al ser nombrado ministro plenipotenciario en Estados Unidos. De vuelta en el Perú, participó en el Congreso Extraordinario convocado para discutir la posibilidad de que el Poder Judicial iniciara al presidente Castilla un juicio de residencia, sin la previa autorización de las cámaras parlamentarias. En un discurso antológico, Tirado refutó este procedimiento, ya que según los principios constitucionales el Congreso era quien debía ordenar el juicio de residencia como un juicio político (agosto de 1851).
Durante el gobierno de José Rufino Echenique fue nombrado ministro de Gobierno y Relaciones Exteriores, cargo que desempeñó de 7 de agosto de 1852 al 9 de noviembre de 1853. Le tocó defender la soberanía peruana sobre las islas de Lobos, amenazada por la injerencia británica, que sostenía erróneamente que dichas islas eran “tierra de nadie”. Finalizada su gestión ministerial, no pudo asumir su nombramiento como vocal de la Corte Suprema pues tuvo que viajar a Estados Unidos para retomar su cargo diplomático, permaneciendo allí hasta el fin del gobierno de Echenique, en enero de 1855. De vuelta en Lima, falleció en diciembre del mismo año.